# Institució Alt Empordanesa per a l'Estudi i Defensa de la Natura

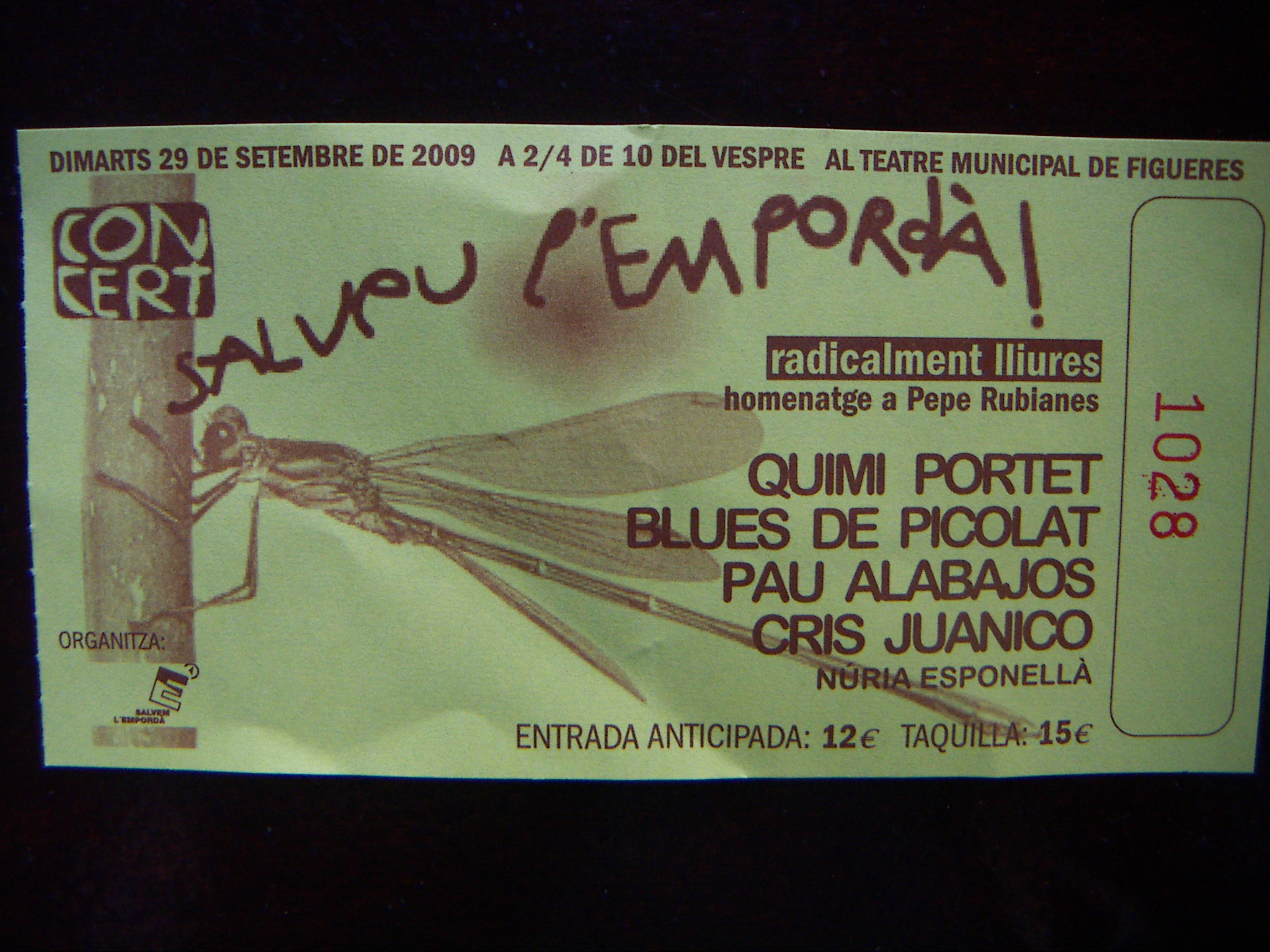
Entrada a un dels concerts per recaptar fons per aturar la destrucció de l'Empordà

La Institució Alt Empordanesa per a l'Estudi i Defensa de la Natura (IAEDEN) és una entitat sense ànim de lucre ni vinculació partidista, i el seu finançament prové principalment de les quotes dels seus socis. Tot plegat implica molta feina, sempre recolzada en el voluntariat.
La IAEDEN, fundada el 1980 per membres del Grup de defensa dels aiguamolls empordanesos. Fruit de les seves campanyes s'ha assolit la protecció legal dels Aiguamolls de l'Empordà, l'Albera i el Cap de Creus. L'estiu del 2002 la IAEDEN impulsa la Plataforma Salvem l'Empordà per tal que més gent, no estrictament ecologista, ajudi a defensar el territori. Des de llavors totes les energies pel tema reivindicatiu la IAEDEN les canalitza des de Salvem l'Empordà.
Des de la IAEDEN es potencien també, activitats naturalistes per conèixer el patrimoni natural (cursos, xerrades, sortides, butlletí…), l'educació ambiental i el treball amb els infants i joves, a través del grup d'esplai (el GENI).
Actualment la IAEDEN està integrada en la Federació d'Ecologistes de Catalunya.